# Uniporodrilus bipartitus
Uniporodrilus bipartitus är en ringmaskart som först beskrevs av Erséus 1990.  Uniporodrilus bipartitus ingår i släktet Uniporodrilus och familjen glattmaskar. Inga underarter finns listade i Catalogue of Life.